# (5735) Loripaul
(5735) Loripaul es un asteroide perteneciente al cinturón de asteroides descubierto el 4 de junio de 1989 por Eleanor F. Helin desde el Observatorio del Monte Palomar, Estados Unidos.

## Designación y nombre
Designado provisionalmente como 1989 LM. Fue nombrado Loripaul en homenaje a Lori L. Paul, Friend of All Animals, subdirector de Telescopes in Education (TIE) en el Instituto Mount Wilson y el Laboratorio de Propulsión a Reacción, ambientalista, técnico veterinario, educador y artista a tiempo parcial, ex cuidador del zoológico y operador de láser. Su papel en la adquisición de patrocinio y reconocimiento importantes para TIE es particularmente reconocido. Al igual que sus muchas actividades eclécticas, sus logros han resultado de su curiosidad, un sentido estético de excelencia y atención al detalle. Este planeta menor fue nombrado para celebrar su compromiso de boda con Rob Staehle.

## Características orbitales
Loripaul está situado a una distancia media del Sol de 2,286 ua, pudiendo alejarse hasta 2,626 ua y acercarse hasta 1,945 ua. Su excentricidad es 0,149 y la inclinación orbital 5,078 grados. Emplea 1262,55 días en completar una órbita alrededor del Sol.

## Características físicas
La magnitud absoluta de Loripaul es 13,9. Tiene 4,047 km de diámetro y su albedo se estima en 0,26. 